# Blue Wild Angel: Live at the Isle of Wight
Blue Wild Angel: Live at the Isle of Wight – pośmiertnie wydany album koncertowy Jimiego Hendriksa, zawierający 18 utworów zarejestrowanych 30 sierpnia 1970 roku na Festiwalu na wyspie Wight. Wydany w czterech wersjach (CD, DVD, 2CD, 2CD + DVD).

## Lista utworów
Autorem wszystkich utworów, chyba że zaznaczono inaczej jest Jimi Hendrix.

### Wersja 2CD + DVD
| CD1 | CD1                                                        | CD1     |
| Nr  | Tytuł utworu                                               | Długość |
| --- | ---------------------------------------------------------- | ------- |
| 1.  | „God Save the Queen” (Traditional)                         | 3:54    |
| 2.  | „Sgt. Pepper’s Lonely Hearts Club Band” (Lennon/McCartney) | 0:49    |
| 3.  | „Spanish Castle Magic”                                     | 5:09    |
| 4.  | „All Along the Watchtower” (Dylan)                         | 5:39    |
| 5.  | „Machine Gun”                                              | 22:10   |
| 6.  | „Lover Man”                                                | 2:58    |
| 7.  | „Freedom”                                                  | 4:36    |
| 8.  | „Red House”                                                | 11:36   |
| 9.  | „Dolly Dagger”                                             | 6:01    |
| 10. | „Midnight Lightning”                                       | 6:23    |
|     |                                                            | 1:09:15 |

| CD2 | CD2                            | CD2     |
| Nr  | Tytuł utworu                   | Długość |
| --- | ------------------------------ | ------- |
| 1.  | „Foxy Lady”                    | 9:11    |
| 2.  | „Message to Love”              | 6:23    |
| 3.  | „Hey Baby (New Rising Sun)”    | 6:58    |
| 4.  | „Ezy Ryder”                    | 4:34    |
| 5.  | „Hey Joe” (Roberts)            | 4:32    |
| 6.  | „Purple Haze”                  | 3:31    |
| 7.  | „Voodoo Child (Slight Return)” | 8:16    |
| 8.  | „In from the Storm”            | 6:14    |
|     |                                | 49:39   |

| DVD | DVD                                                        | DVD     |
| Nr  | Tytuł utworu                                               | Długość |
| --- | ---------------------------------------------------------- | ------- |
| 1.  | „God Save the Queen” (Traditional)                         | 3:54    |
| 2.  | „Sgt. Pepper’s Lonely Hearts Club Band” (Lennon/McCartney) | 0:49    |
| 3.  | „Spanish Castle Magic”                                     | 5:09    |
| 4.  | „All Along the Watchtower” (Dylan)                         | 5:39    |
| 5.  | „Machine Gun”                                              | 22:10   |
| 6.  | „Lover Man”                                                | 2:58    |
| 7.  | „Freedom”                                                  | 4:36    |
| 8.  | „Red House”                                                | 11:36   |
| 9.  | „Dolly Dagger”                                             | 6:01    |
| 10. | „Foxy Lady”                                                | 9:11    |
| 11. | „Message to Love”                                          | 6:23    |
| 12. | „Hey Baby (New Rising Sun)”                                | 6:58    |
| 13. | „Ezy Ryder”                                                | 4:34    |
| 14. | „Hey Joe” (Roberts)                                        | 4:32    |
| 15. | „Purple Haze”                                              | 3:31    |
| 16. | „Voodoo Child (Slight Return)”                             | 8:16    |
| 17. | „In from the Storm”                                        | 6:14    |
|     |                                                            | 1:52:31 |

## Wersja jedno płytowa (CD)
| Nr  | Tytuł utworu                                               | Długość |
| --- | ---------------------------------------------------------- | ------- |
| 1.  | „God Save the Queen” (Traditional)                         | 3:54    |
| 2.  | „Sgt. Pepper’s Lonely Hearts Club Band” (Lennon/McCartney) | 0:49    |
| 3.  | „Spanish Castle Magic”                                     | 5:09    |
| 4.  | „All Along the Watchtower” (Dylan)                         | 5:39    |
| 5.  | „Machine Gun”                                              | 22:10   |
| 6.  | „Lover Man”                                                | 2:58    |
| 7.  | „Freedom”                                                  | 4:36    |
| 8.  | „Red House”                                                | 11:36   |
| 9.  | „Dolly Dagger”                                             | 6:01    |
| 10. | „Hey Baby (New Rising Sun)”                                | 6:58    |
| 11. | „In from the Storm”                                        | 6:14    |
|     |                                                            | 1:16:04 |

## Twórcy
- Jimi Hendrix – gitara, śpiew
- Mitch Mitchell – perkusja
- Billy Cox – gitara basowa